# 梁志强 (1962年)
梁志强（1962年3月—），台湾苗栗人，汉族，中国共产党党员。中华人民共和国政治人物、第十三届全国人民代表大会台湾省代表。

## 生平
2018年，梁志强被选为台湾省出席第十三届全国人民代表大会代表。